# Sugarloaf Reservoir
Sugarloaf Reservoir är en reservoar i Australien. Den ligger i delstaten Victoria, omkring 34 kilometer nordost om delstatshuvudstaden Melbourne. Sugarloaf Reservoir ligger 175 meter över havet. Arean är 3,8 kvadratkilometer. Den sträcker sig 2,5 kilometer i nord-sydlig riktning, och 3,0 kilometer i öst-västlig riktning.
Följande samhällen ligger vid Sugarloaf Reservoir:
- Christmas Hills (344 invånare)

Trakten runt Sugarloaf Reservoir består till största delen av jordbruksmark. Runt Sugarloaf Reservoir är det ganska tätbefolkat, med 222 invånare per kvadratkilometer. Genomsnittlig årsnederbörd är 1 244 millimeter. Den regnigaste månaden är juli, med i genomsnitt 140 mm nederbörd, och den torraste är januari, med 49 mm nederbörd.